# David Zayas
David Zayas, född 31 december 1962 i Ponce, Puerto Rico, är en puertoricansk-amerikansk skådespelare, känd bland annat för rollen som Angel i TV-serien Dexter och Enrique Morales i Oz. Innan han blev skådespelare var han polis. Han är gift med skådespelaren Liza Colón-Zayas.

## Filmografi i urval
- 1998 – Rounders
- 1998 – Vid din sida
- 1999 – Bringing Out the Dead
- 2000–2003 – Oz (TV-serie)
- 2006–2013 – Dexter (TV-serie)
- 2006 – 16 Blocks
- 2007 – Familjen Savage
- 2010 – The Expendables
- 2013 – The Blacklist
- 2013 – Jodi Arias: Dirty Little Secret (TV-serie)
- 2025 – The Running Man